# Нядбаки (посёлок)
Нядбаки — посёлок в Охотском районе Хабаровском крае. Входит в состав Инского сельского поселения.

## География
Посёлок находится на расстоянии 166 км к северо-востоку от рабочего посёлка Охотск. Самый северный населенный пункт Хабаровского края.

## Население
| 1992 | 2002 | 2010 | 2011 | 2012 | 2017 | 2021 |
| ---- | ---- | ---- | ---- | ---- | ---- | ---- |
| 130  | ↘102 | ↘49  | ↘48  | ↘46  | ↘36  | ↘28  |

## Экономика
Базовая оленеводческая фактория Охотского района.